# Ruslan Stepanjuk
Ruslan Jurijovyč Stepanjuk (in ucraino Руслан Юрійович Степанюк?; Nikopol', 16 gennaio 1992) è un calciatore ucraino, attaccante del Veres Rivne.

## Carriera
Simin è cresciuto calcisticamente nel Kolos Nikopol, allenato da Vitaliy Minyaylo. Nel 2012 fa il suo debutto in Perša Liha. Nel 2016–17 è il capocannoniere della Perša Liha ed è viene eletto come Miglior giocatore del torneo.

## Palmarès

### Individuale
- Capocannoniere della Perša Liha: 1

2016-2017